# Голден-Гейт (Флорида)
Голден-Гейт (англ. Golden Gate) — статистически обособленная местность, расположенная в округе Коллиер (штат Флорида, США) с населением в 20 951 человек по статистическим данным переписи 2000 года.

## География
По данным Бюро переписи населения США статистически обособленная местность Голден-Гейт имеет общую площадь в 10,36 квадратных километров, водных ресурсов в черте населённого пункта не имеется.
Статистически обособленная местность Голден-Гейт расположена на высоте 3 м над уровнем моря.

## Демография
По данным переписи населения 2000 года в Голден-Гейт проживало 20 951 человек, 5012 семей, насчитывалось 6518 домашних хозяйств и 7010 жилых домов. Средняя плотность населения составляла около 2022,3 человек на один квадратный километр. Расовый состав населённого пункта распределился следующим образом: 77,00 % белых, 10,15 % — чёрных или афроамериканцев, 0,38 % — коренных американцев, 0,71 % — азиатов, 0,12 % — выходцев с тихоокеанских островов, 4,31 % — представителей смешанных рас, 7,34 % — других народностей. Испаноговорящие составили 37,14 % от всех жителей статистически обособленной местности.
Из 6518 домашних хозяйств в 44,6 % воспитывали детей в возрасте до 18 лет, 54,6 % представляли собой совместно проживающие супружеские пары, в 13,7 % семей женщины проживали без мужей, 23,1 % не имели семей. 14,6 % от общего числа семей на момент переписи жили самостоятельно, при этом 3,7 % составили одинокие пожилые люди в возрасте 65 лет и старше. Средний размер домашнего хозяйства составил 3,21 человек, а средний размер семьи — 3,44 человек.
Население статистически обособленной местности по возрастному диапазону по данным переписи 2000 года распределилось следующим образом: 30,1 % — жители младше 18 лет, 11,6 % — между 18 и 24 годами, 36,0 % — от 25 до 44 лет, 16,1 % — от 45 до 64 лет и 6,2 % — в возрасте 65 лет и старше. Средний возраст жителей составил 30 лет. На каждые 100 женщин в Голден-Гейт приходилось 111,7 мужчин, при этом на каждые сто женщин 18 лет и старше приходилось 114,0 мужчин также старше 18 лет.
Средний доход на одно домашнее хозяйство статистически обособленной местности составил 42 295 долларов США, а средний доход на одну семью — 41 774 доллара. При этом мужчины имели средний доход в 28 630 долларов США в год против 22 911 долларов среднегодового дохода у женщин. Доход на душу населения статистически обособленной местности составил 42 295 долларов в год. 11,4 % от всего числа семей в населённом пункте и 14,1 % от всей численности населения находилось на момент переписи населения за чертой бедности, при этом 18,0 % из них были моложе 18 лет и 9,9 % — в возрасте 65 лет и старше.